# In and Out (album de Solal et Griffin)
Pour les articles homonymes, voir In and out.
Albums par Martial Solal
Martial Solal Dodecaband Plays Ellington
(2000) NY-1: Live at the Village Vanguard
(2001)
Albums par Johnny Griffin
Griff'n'Bags
(1998)
In & out est un album de jazz du pianiste français Martial Solal et du saxophoniste américain Johnny Griffin, paru en 2000 chez Dreyfus Jazz.

## À propos de la musique
Lors de l'enregistrement de l'album, les deux musiciens, grands noms du jazz, sont tous les deux âgés de 71 ans. S'ils ont déjà quelquefois joué ensemble, c'est la première fois que leur rencontre est enregistrée.
Le disque alterne des compositions, trois pour chacun des musiciens, entourées de deux standards, You Stepped Out of a Dream et Well, You Needn't. Sur le premier, Griffin et Solal jouent des lignes bebop tendres et tendues. Solal accompagne dans son style reconnaissable, alternant fragments de stride, phrases rapides et silences agités pendant que Griffin semble étonnamment — pour un musicien connu pour la flamboyance et la vitesse de jeu — rester calme.
Les compositions de Griffin reposent sur la mélodie, et s'apparentent plutôt à des ballades. Hey Now est un morceau plein de swing, où le saxophoniste joue avec fougue. Solal y joue un solo mémorable, et les deux musiciens échangent ardemment à la fin du morceau. When You're in My Arms permet à Griffin d'exprimer toute sa palette d'émotion.
Les compositions de Solal, anguleuses et joueuses, triturent des intervalles inusités. Sur l'excentrique L'oreille est hardie, avec ses nombreux changements de rythme et de timbre, Solal joue un impressionnant solo à la fois technique et expressif. Sur Neutralisme les deux musiciens échangent de façon spectaculaire.
L'album se clôt avec Well, You Needn't, sur lequel Solal développe un jeu anguleux voire austère.

## Réception critique
Michael G. Nastos (AllMusic) est impressionné par l'expérience, la prise de risque, l'inventivité et la musicalité des deux jazzmen.
Pour Duck Baker (JazzTimes), « le contraste entre l'approche plutôt mesurée de Griffin et les déferlements de Solal évoquent parfois la rencontre entre Ben Webster et Art Tatum », alors que pour les rédacteurs d'All About Jazz, le jeu de Griffin évoque celui de Lucky Thompson avec lequel Solal a joué dans les années 1950 et 1960, tandis que le jeu du pianiste évoque celui de Thelonious Monk, avec qui Griffin a joué dans les années 1950.
Pour All About Jazz, il s'agit d'un des meilleurs disques de l'année. Pour Jim Santella (All About Jazz) « ces deux grands improvisateurs rendent ce disque excitant de bout en bout », et « le pianisme percutant de Solal se marie parfaitement à l'allégresse lyrique de Griffin ».
En 2000, l'album est nommé pour le Grammy Award du meilleur album de jazz instrumental.

## Pistes
| No | Titre                      | Musique                    | Durée |
| -- | -------------------------- | -------------------------- | ----- |
| 1. | You Stepped Out of a Dream | Gus Kahn, Nacio Herb Brown | 7:09  |
| 2. | Come With Me               | Johnny Griffin             | 6:05  |
| 3. | In & Out                   | Martial Solal              | 4:46  |
| 4. | Hey Now                    | Johnny Griffin             | 6:30  |
| 5. | L'Oreille est hardie       | Martial Solal              | 6:05  |
| 6. | When You're in my Arms     | Johnny Griffin             | 6:38  |
| 7. | Neutralisme                | Martial Solal              | 4:29  |
| 8. | Well, You Needn't          | Thelonious Monk            | 4:59  |

## Musiciens
- Martial Solal : piano
- Johnny Griffin : saxophone ténor